# Radicaal 12
Van de in totaal 214 Kangxi-radicalen heeft radicaal 12 de betekenis acht. Het is een van de drieëntwintig radicalen die bestaan uit twee strepen.
In het Kangxi-woordenboek zijn er 44 karakters die dit radicaal gebruiken.

## Karakters met het radicaal 12

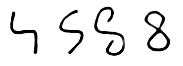
Evolutie van het Arabische cijfer 8.

| Strepen | Karakter       |
| ------- | -------------- |
| + 0     | 八             |
| + 2     | 公 六 兮 兯 六 |
| + 3     | 兰             |
| + 4     | 共 兲 关 兴    |
| + 5     | 㒵 㒶 㒷 兵    |
| + 6     | 其 具 典       |
| + 7     | 㒸 兹 养       |
| + 8     | 兺 兼          |
| + 9     | 兽             |
| + 11    | 兾 兿          |
| + 14    | 冀             |
| + 16    | 冁             |
| + 18    | 㒹             |

Orakelbotkarakter
Bronskarakter
Groot zegelkarakter
Klein zegelkarakter